# Politique commune en matière d'asile
Pour un article plus général, voir Droit d'asile.
Ne doit pas être confondu avec Pacte sur la migration et l'asile.

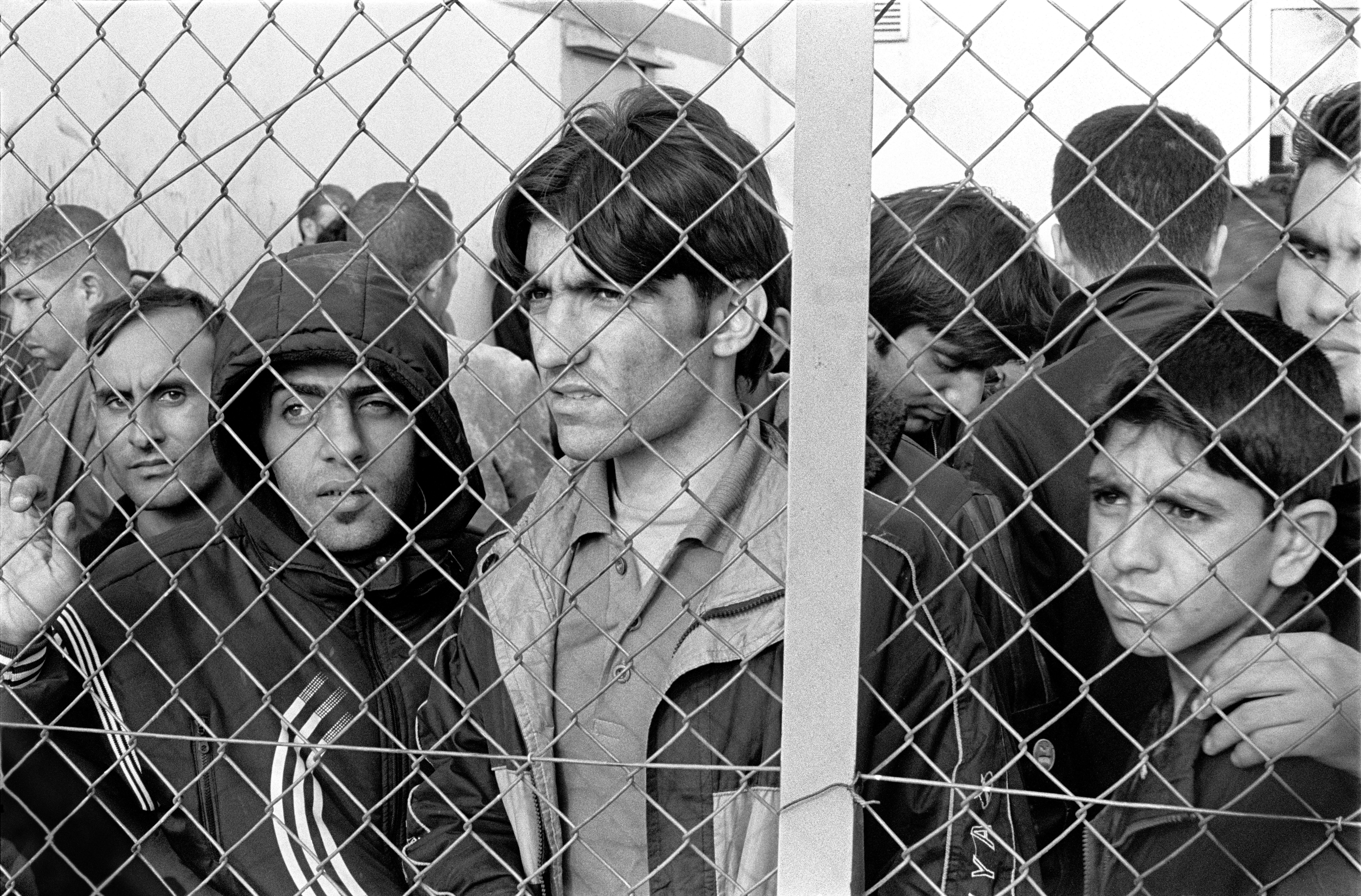
Migrants internés au centre de détention de Fylakio en Thrace, Grèce.

La politique commune en matière d'asile de l'Union européenne (UE) se forme par application entre autres de la Convention du 28 juillet 1951 relative au statut des réfugiés. Il évolue sous l'effet de politiques communes apparaissant dans les années 1990 en relation avec la création de l'espace Schengen, à partir de l'intégration de l'acquis de Schengen dans le droit de l'Union européenne.

## Principes
L'article 67-2e du traité de fonctionnement de l'Union européenne fixe les principes : « [UE] assure l'absence de contrôles des personnes aux frontières intérieures et développe une politique commune en matière d'asile, d'immigration et de contrôle des frontières extérieures qui est fondée sur la solidarité entre États membres et qui est équitable à l'égard des ressortissants des pays tiers. »
L'UE a mis en place une politique commune de l'immigration dont le premier pan consiste à externaliser l'asile, et le deuxième à ficher tout demandeur d'asile et à éviter que les nombreux demandeurs d'asile déboutés ne fassent une nouvelle demande dans un autre pays. Cette politique commune a débuté avec la Convention de Dublin en 1990. Elle s'est poursuivie par la mise en place du fichier Eurodac puis le règlement Dublin II en 2003, par la création en 2010 du Bureau européen d'appui en matière d'asile, par le réglement Dublin III en 2013, et par de nouvelles annonces de la Commission en 2015.

### Externalisation de l'asile
L'externalisation de l'asile est un type de politiques migratoires menées par les pays de l'Union européenne consistant à délocaliser l'accueil et l'hébergement des demandeurs d'asile, ainsi que le traitement de leurs demandes d'asile, dans des lieux situés à proximité des frontières de l'UE, ou dans des pays, situés hors de l'UE, dont les demandeurs sont originaires ou par lesquels ils transitent. Ces politiques participent aux transformations contemporaines des procédures d'asile. 
L’idée n’est pas nouvelle mais devient plus explicite dans un projet du gouvernement autrichien en 1999 puis est théorisée en 2002 par le Haut Commissaire aux Réfugiés de l'ONU, Ruud Lübbers, ancien premier ministre des Pays-Bas et, en 2003, par le Premier Ministre britannique Tony Blair. Débattue peu de temps avant le Sommet de Thessalonique de juin 2003, elle s’institutionnalise ensuite en politique centrale de l’Union Européenne avec l’appui des gouvernements hollandais, danois, autrichien, italien notamment; et le soutien explicite ou implicite d’à peu près tous les autres. Après une tentative de délocalisation des procédures de l'asile dans des centres frontaliers ou limitrophes, en 2003, ces politiques se sont traduites en Europe par une prolifération des camps d'exilés dans et autour de l'Union européenne, une pression sur les pays voisins pour y développer des systèmes d'asile examinant les demandes sur leurs territoires et une radicalisation des enjeux politiques anti-migratoires dans les pays limitrophes à l'intérieur  et à de la frontière commune de l'Union européenne. Au moment même de l'adoption du programme de La Haye (2004), qui prévoit une politique d'« externalisation de l'asile », le Haut Commissariat des Nations unies pour les réfugiés (HCR), qui accompagne la politique d'immigration de l'UE, ouvrait un bureau au Maroc,. Une série de camps d'exilés a ainsi été ouverte, en Mauritanie (à Nouadhibou, avec des fonds espagnols), au Maroc (avec la promulgation de la loi no 02-03 sur l’entrée et le séjour des étrangers au Maroc du 26 juin 2003) ou en Algérie (par exemple le camp d'Adrar ou celui des Rochers, près de Tamanrasset) En juin 2009, l'UE annonçait qu'elle allait ouvrir un autre bureau de réception de demandes d'asile, avec le HCR, en Libye.
D'après le sociologue Jérôme Valluy, la genèse de cette politique est d'abord technocratique (de septembre 2002 à juillet 2003) avant de donner lieu à une communication politique des ministres de l'intérieur des pays membres de l'Union Européenne (janvier 2004-novembre 2004). 

### Demandes multiples et «asylum shopping»
Dans le jargon anglophone des institutions européennes, l'expression « asylum shopping » désigne la pratique qui consiste, pour des demandeurs d'asile, à vouloir choisir un autre pays que celui prévu par les règlements pour y déposer une demande d'asile afin de choisir celui qui lui offrira les meilleures conditions d'accueil, ou de déposer une demande dans un autre pays après avoir été débouté. Cette expression, parfois traduite par marchandage d'asile, est utilisée afin d'assimiler certains demandeurs d'asile à des consommateurs (notamment d'aide sociale). Elle apparaît dans des textes officiels, des articles de journaux, des analyses, etc. L’« asylum shopping », ou plus précisément le dépôt de multiples demandes d'asile par une même personne, aurait été pratiqué par 12 % des demandeurs d'asile, ainsi qu'affirmait l'ancien commissaire européen à la justice Franco Frattini en 2007.
Le système mis en place, obligeant la prise des données d'identité dans l’État d'arrivée (empreintes, etc.), permet la détection des demandes multiples et le renvoi du demandeur d'asile vers l’État de demande initial.

### Disparités entre les États membres
Les écarts entre les législations des différents États membres sont la principale cause de la volonté des réfugiés à choisir leur pays d'accueil, en effet certains états donnent le statut de réfugié à la majorité des demandeurs alors que d'autres le donnent à moins de 1 %. Le règlement Dublin II permet à un État de renvoyer un demandeur d'asile dans le premier État membre où il a transité. On parle alors de « réadmission ». Cette disposition a été mise en place afin de responsabiliser les États frontaliers dans leur contrôle des frontières. L'effet de cette mesure est un plus grand nombre de demandes d'asile dans les États frontaliers (comme la Grèce, la Slovaquie, la Pologne ou Malte) ainsi que, dans certains cas, le renvoi par ces derniers des demandeurs dans des pays limitrophes comme l'Ukraine. Le Haut Commissariat aux réfugiés a aussi appelé à ne pas renvoyer de demandeurs d'asile vers l'Ukraine, la Turquie ou la Russie où le système de reconnaissance du statut de réfugié est souvent défaillant.
En 2008, le HCR a demandé à l'Union européenne de ne pas renvoyer de demandeurs d'asile irakiens vers la Grèce.

### Législations restrictives
Officiellement pour lutter contre la fraude, la plupart des États européens se sont engagés dans des politiques restrictives, comme le Royaume-Uni (UK Borders Act de 2007, etc.), les Pays-Bas, qui ont adopté le Vreemdelingenweten avril 2001, l'Italie, avec la loi « Bossi-Fini » de juillet 2002, ou la France, avec différentes lois en 2003, 2006 (loi du 24 juillet 2006) et 2007 (loi du 20 novembre 2007). Ces mesures ont eu pour effet de réduire le nombre d'attributions du statut de réfugié.
Dans le cadre de l'adoption en première lecture de quatre rapports de codécision, entre le 4 et 7 mai 2009, les députés européens votèrent le 7 mai 2009 le « paquet asile ». Celui-ci inclut une proposition de révision de la directive « accueil » et une autre proposition visant à améliorer le système de Dublin. Ce paquet asile,  a fait l’objet de nombreuses critiques, notamment de la part de la gauche au Parlement européen car il ne résout pas tout : il y a toujours « d’énormes divergences dans les pratiques des États membres au niveau des procédures et de l’acceptation des demandes ». Enfin, selon les socialistes, l’harmonisation des procédures d’asile permettrait la création d’un système efficace réduisant les délais et les coûts des procédures. La Commission proposait en outre de réviser le règlement Eurodac (base de données biométrique) et de créer un Bureau européen d'appui en matière d'asile (BEAMA), partiellement financé par les fonds précédemment octroyés au Fonds européen pour les réfugiés. Il fut créé en 2010, et a pour tâche d'assister les États membres dans la gestion des demandes d'asile et de gérer le régime d'asile européen commun (le CEAS).
L’Union européenne s’était fixé comme objectif d’établir un véritable régime européen d’asile commun à l’horizon 2012. Au mois d’avril 2011, le Parlement européen a voté en séance plénière un texte relatif aux procédures communes d’octroi et de retrait du statut de demandeur d’asile. L’eurodéputée socialiste Sylvie Guillaume qualifie ce dossier de « clé de voûte du paquet asile » et juge « essentiel » le dialogue qui va se poursuivre dans les mois à venir entre le Conseil et le Parlement européen. L’enjeu pour la gauche est d’harmoniser les procédures afin de garantir un traitement correct et similaire des demandes d’asile en Europe. Ce rapport, adopté par le Parlement européen, renforce les garanties apportées aux demandeurs d’asile comme le droit à une assistance juridique gratuite ainsi qu’une meilleure prise en compte des demandeurs vulnérables (mineurs non accompagnés…) et un encadrement des délais de recours. « C’est un signal fort adressé à la Commission européenne », estime Sylvie Guillaume.
En juin 2014, le Conseil européen a défini les orientations stratégiques de la programmation législative et opérationnelle pour les prochaines années, en s’inspirant des progrès réalisés grâce au programme de Stockholm. Ces orientations insistent sur le fait que la transposition intégrale et la mise en œuvre effective du régime d’asile européen commun constituent une priorité absolue. Depuis 2014, la Commission a publié l’agenda européen en matière de migration en mai 2015, lequel propose plusieurs mesures visant à faire face à la pression migratoire (mises en place par le BEAMA, l’Agence européenne de garde-frontières et de garde-côtes (anciennement Frontex) et Europol, qui travaillent sur le terrain avec les États membres situés en première ligne afin de procéder rapidement à l’identification et à l’enregistrement des migrants, ainsi qu’au relevé de leurs empreintes digitales.

## Financement des politiques d'asile
Le Fonds « Asile, migration et intégration » est le premier instrument de financement. Ses crédits pour la période 2014-2020 sont en la hausse pour passer  de 3,31 milliards d’euros à 6,6 milliards d’euros. Pour la période 2021-2027, la Commission propose d’augmenter de 51 % le financement du  Fonds.  D’autres instruments de financement de l’Union, le Fonds européen (FSE, 2.3.2), le Fonds européen d’aide aux plus démunis (FEAD, 2.3.9) et le Fonds européen de développement régional (FEDER, 3.1.2) octroient également des financements  pour soutenir l’intégration de réfugiés et de migrants.
Il existe par ailleurs des fonds fiduciaires pour les mesures extérieures, comme le fonds fiduciaire d'urgence de l’Union européenne pour l'Afrique ou le fonds fiduciaire régional de l'Union européenne en réponse à la crise syrienne.
En dehors du budget de l’Union, il existe le Fonds européen de développement qui se consacre à l’éradication de la pauvreté et à la réalisation des objectifs du programme de développement durable à l'horizon 2030 mais qui est de plus en plus utilisé ces dernières années pour financer les solutions aux problèmes migratoires.

## Importance des demandes d'asile dans l'Union européenne
L'UE accueille très peu de réfugiés en comparaison avec les États-Unis ou le Canada : ainsi, selon la Commission européenne (2011), « Durant l'année 2010, environ 5 000 réfugiés ont été réinstallés dans l'ensemble de l'UE, chiffre à comparer avec les quelque 75 000 réfugiés réinstallés aux États-Unis la même année. En fait, les États membres de l'UE dans leur totalité acceptent actuellement moins de réfugiés réinstallés que le seul Canada. » De fait, les pays membres de l'Union européenne n'accueillent que peu de réfugiés : ils ne sont un refuge que pour 6 % d'entre eux (environ 1 million sur 16,7 millions de réfugiés dans le monde en 2013, en incluant les réfugiés palestiniens) alors que la population de l'Union européenne représente 6,86 % de la population mondiale. Selon le rapport sur les tendances mondiales 2013 du Haut Commissariat aux réfugiés, cette année-là « les pays en développement ont accueilli 86 % des réfugiés dans le monde, contre 70 % dix ans plus tôt ». Toutefois, les procédures de demande d'asile de l'Union européenne concernent 400 000 demandes environ en 2013 sur un total de 1,1 million dans le monde, soit 36 % du total. 
L'une des particularités des pays de l'Union est de n'accueillir que très peu de réfugiés déjà installés dans un pays tiers en comparaison avec les États-Unis ou le Canada (procédure de réinstallation, c'est-à-dire d'accueil durable de personnes qui ont trouvé un premier asile précaire dans un autre pays : ainsi, les États-Unis peuvent choisir d'accueillir des Syriens déjà réfugiés en Turquie). Selon la Commission européenne (2011), « durant l'année 2010, environ 5 000 réfugiés ont été réinstallés dans l'ensemble de l'UE, chiffre à comparer avec les quelque 75 000 réfugiés réinstallés aux États-Unis la même année. En fait, les États membres de l'UE dans leur totalité acceptent actuellement moins de réfugiés réinstallés que le seul Canada ».  
L'Europe a enregistré 210 000 demandes d’asile au deuxième trimestre 2015, le pic se trouvant en juin 2015, où 88 230 demandes d'asile sont déposées.
En 2018, 580 800 personnes ont demandé l’asile pour la première fois dans l’Union européenne (UE). Ce nombre est en baisse de 11 % par rapport à 2017 et moitié moindre que ceux de 2015 et 2016, où plus de 1,2 million d’étrangers avaient introduit une première demande de protection internationale. L’Allemagne est le premier pays d’accueil des demandeurs d’asile, avec près de 162 000 nouveaux dossiers déposés, soit 28 %. Elle est suivie par la France et la Grèce qui totalisent respectivement 19 % et 11 % des primo-demandes d’asile. Viennent ensuite l’Espagne (9 %), l’Italie (8 %) et le Royaume-Uni (6 %). Les Syriens, les Afghans et les Irakiens sont les principales nationalités concernées En 2018, 37 % des primo-demandeurs d’asile ont été admis au séjour dans l’UE, soit sous le statut de réfugié ou en tant que bénéficiaire de la protection subsidiaire, soit pour des raisons humanitaires.
En 2022, la guerre en Ukraine a pour conséquence que 3,5 millions de civils fuient le pays en guerre. L’ONU estime qu’environ 252.000 personnes se sont réfugiées en Russie. 3 millions de réfugiés ont été accueillis en Europe, se trouvant pour la grande majorité en Pologne, pays frontalier,.

### Demandeurs d'asile
En 2008, sur près de 240 000 demandes d'asile (soit 480 par million d'habitants), 73 % ont été rejetées (141 730). 24 425 demandeurs (13 %) se sont vu octroyer le statut de réfugié, 18 560 (10 %) la protection subsidiaire et 8 970 (5 %) une autorisation de séjour pour des raisons humanitaires. Ces demandeurs étaient principalement de nationalité irakienne (29 000, soit 12 % de l’ensemble des demandeurs), russe (21 100, soit 9 %), somalienne (14 300, soit 6 %), serbe (13 600, soit 6 %) et afghane (12 600, soit 5 %).
Au cours des huit premiers mois de l'année 2006, plus de 15 000 personnes ont atteint les îles Canaries [réf. nécessaire] sur des embarcations de fortune. Selon le HCR, en 2008, environ 75 % des 38 000 personnes arrivées par la mer en Italie ont déposé une demande d'asile et 50 % d'entre elles se sont vu octroyer le statut de réfugié ou une protection pour d'autres raisons humanitaires.
| Pour des raisons techniques, il est temporairement impossible d'afficher le graphique qui aurait dû être présenté ici. |
| Source eurostat; Le périmètre UE inclut ici le Royaume-Uni                                                             |

## Sources

#### Directives
- Directive  2011/95/UE du Parlement européen et du Conseil concernant les normes relatives aux conditions que doivent remplir les ressortissants des pays tiers ou les apatrides pour pouvoir bénéficier d’une protection internationale, à un statut uniforme pour les réfugiés ou les personnes pouvant bénéficier de la protection subsidiaire, et au contenu de cette protection, 32011L0095, adopté le 13 décembre 2011, JO du 20 décembre 2011, p. 9-26, entré en vigueur le 9 janvier 2012  [consulter en ligne, notice bibliographique]
- Directive  2013/33/UE du Parlement européen et du Conseil établissant des normes pour l’accueil des personnes demandant la protection internationale, 32013L0033, adoptée le 26 juin 2013, JO du 29 juin 2013, p. 96-116, entrée en vigueur le 19 juillet 2013  [consulter en ligne, notice bibliographique]
- Directive  2013/32/UE du Parlement européen et du Conseil relative à des procédures communes pour l’octroi et le retrait de la protection internationale, 32013L0032, adoptée le 26 juin 2013, JO du 29 juin 2013, p. 60-95, entrée en vigueur le 19 juillet 2013  [consulter en ligne, notice bibliographique]
- Règlement  306/2013 du Parlement européen et du Conseil relatif à la création d'Eurodac pour la comparaison des empreintes digitales aux fins de l'application efficace du règlement (UE) n° 604/2013 établissant les critères et mécanismes de détermination de l'État membre responsable de l'examen d'une demande de protection internationale introduite dans l'un des États membres par un ressortissant de pays tiers ou un apatride et relatif aux demandes de comparaison avec les données d'Eurodac présentées par les autorités répressives des États membres et Europol à des fins répressives, et modifiant le règlement (UE) n° 1077/2011 portant création d'une agence européenne pour la gestion opérationnelle des systèmes d'information à grande échelle au sein de l'espace de liberté, de sécurité et de justice, 32013R0603, adopté le 26 juin 2013, JO du 29 juin 2013, p. 1-30, entré en vigueur le 19 juillet 2013  [consulter en ligne, notice bibliographique]
- Règlement  343/2003 du 32003R0343 établissant les critères et mécanismes de détermination de l'État membre responsable de l'examen d'une demande d'asile présentée dans l'un des États membres par un ressortissant d'un pays tiers, adopté le 18 février 2003, JO du 25 février 2003, p. 1-10  [consulter en ligne, notice bibliographique]
- Règlement  604/2013 du Parlement européen et du Conseil établissant les critères et mécanismes de détermination de l’État membre responsable de l’examen d’une demande de protection internationale introduite dans l’un des États membres par un ressortissant de pays tiers ou un apatride, 32013R0604, adopté le 26 juin 2013, JO du 29 juin 2013, p. 31-59  [consulter en ligne, notice bibliographique]

#### Ouvrages et articles
- Jérôme Valluy, Rejet des exilés : Le grand retournement du droit de l’asile, Bellecombe-en-Bauges, Le Croquant, 2009, 382 p. (ISBN 978-2-914968-51-5, lire en ligne)
- Tugce Isikara, « Analyse de Livre: Le droit d’asile dans l’Union européenne », TurkishWeekly, Ankara,‎ 21 juin 2007 (lire en ligne)
- « Statistiques », sur UNHCR, 2013
- Haut Commissariat des Nations unies pour les réfugiés, Le coût humain de la guerre, Haut Commissariat des Nations unies pour les réfugiés, 2013, 52 p. (lire en ligne)
- Adrian Edwards, « Hausse importante du nombre des demandes d’asile dans les pays industrialisés », sur Haut Commissariat des Nations unies pour les réfugiés, 21 mars 2014
- Commission européenne (à lire sur le site de la Commission européenne), Communication sur la migration, Bruxelles, 4 mai 2011 (lire en ligne)
- Commission européenne, « Mieux gérer les migrations dans tous leurs aspects: un agenda européen en matière de migration », sur Europa, Bruxelles, 13 mai 2015
- Immigration, Réfugiés et Citoyenneté, Interventions ministérielles, Immigration, Réfugiés et Citoyenneté, 18 mars 2016 (lire en ligne)
- (en) Deutsche Welle, « EU Commission Wants to End « Asylum Shopping » », Deutsche Welle,‎ 7 juin 2007 (lire en ligne)
- Claire Soares, « Europe urged not to turn away Iraqi refugees », The Independent, Londres,‎ 17 juin 2008 (lire en ligne)
- Select Committee on European Union, « Chapitre 4 - Asylum », dans European Union - Tenth Report, Chambre des lords, 15 mars 2005 (lire en ligne)
- Commission européenne, Rapport de la Commission au Parlement européen et au Conseil sur l'évaluation du système Dublin, 6 juin 2007 (lire en ligne)
- Amnesty International, L'Ukraine n'est pas un pays d'asile sûr, Amnesty International, 4 juin 2008 (lire en ligne)
- La documentation française, « Droit d'asile dans l'Union européenne », sur La documentation française, 2007
- Parlement européen, « Politique d’asile : le Parlement veut mettre en place de nouvelles règles », sur le site du Parlement européen, 7 mai 2009
- « Bureau européen d'appui en matière d'asile », sur le site du BEAMA

## Compléments

### Lectures approfondies
- Emmanuelle Bribosia et Andrea Rea, Les nouvelles migrations : un enjeu européen, Paris, Éditions Complexe, 2002
- Naula Mole, Le droit d'asile et la Convention européenne des droits de l'homme, Strasbourg, Conseil de l'Europe, 2008
- Bogumil Terminski, « Les migrations, les réfugiés, les droits de l’homme : Un guide bibliographique des publications parues en langue française », New Issues in Refugee Research, Working Paper, Genève, Haut Commissariat des Nations unies pour les réfugiés, no 216,‎ 2011
- Catherine Wihtol de Wenden, L'Union européenne face aux migrations, Paris, Centre d'études et de recherches internationales, 2004
- Agence des droits fondamentaux de l’Union européenne, Manuel de droit européen en matière d’asile, de frontières et d’immigration, Conseil de l’Europe, 2013 (lire en ligne)